# 小出あかり
小出 あか里（こいで あかり、1986年12月17日 - は、日本の元お笑いタレント、タレント、書道家、書道パフォーマー。
かつて浅井企画に所属していた。浅井退所後フリーとなり、その後芸人を2018年5月に辞め、同年6月からサンミュージックプロダクションの文化人、タレント枠に所属。本名は小出 朱里（こいで あかり）。
千葉県出身。公称サイズは身長152cm、B78cm、W55cm、H82cm。

## 略歴
2007年デビュー。最初、千葉県内の事務所に所属しておかもとまりとのコンビ『ピーピーポップス』で約2カ月間活動（2007年12月 - 2008年1月）。その後、アイドルタレント、グラビアアイドルとしても活動、この当時はサムライムに所属。2009年5月10日からは『渋谷アイドル100人劇場』（後のシブアイ!）に加入して活動。この頃芸名は「小出朱里」→「小出ジャスミン」、また「ミス☆クリマスクjr」としても活動。
その後しばらく活動を休止していたことがあったが、2010年9月に『小出あかり』の芸名での再始動を宣言2011年4月に松竹芸能タレントスクールに20期生として入学（2012年3月卒業。同期生にキンタロー。、座敷ボウラーら）。同スクールのオーディションにたまたま、シンガーソングライターをしていた兄・アキラと2011年に15年ぶりに再会し、一緒に参加していたということで、兄妹コンビ「小出KidZ」を結成して活動。小出KidZは2013年に解散（兄・アキラは後に吉本総合芸能学院を経て2014年によしもとクリエイティブ・エージェンシーに所属、小出KidZの芸名で活動）。あかりもしばらくフリーで活動した後、2014年末頃に浅井企画に所属。
2017年11月に所属していた浅井企画を退所。その後もフリーで活動中。2018年5月24日の「おか女ライブ」（東京・新宿オルティナスタジオ）を以って芸人を卒業したことを宣言。その後もタレント、書道家、書道パフォーマーとしての活動は続行している。2018年6月より、サンミュージックプロダクションに移籍となり、文化人タレントとして所属。
2020年1月芸人報道でサプライズプロポーズされるが、サプライズで断る。原因は彼の浮気。
2022年時点では、「左馬あかり」の名でタロット占い師としても活動している。

## 人物
書道が特技で、6歳頃から始め高校生の時に書道八段の資格を取得。書道の専門学校にも2年通っていた。芸人仲間から勧められたこともあり、副業として書道パフォーマーとしても活動。書道で世界進出も目標であるという。また足の指で書道をすることも得意。2016年4月に書道師範免許を取得。同年中に書道展で4つの賞を受賞した他、2017年1月の日書展で「優作」に選ばれ入選。書道関係ではその他、かな初段、新書芸初段、筆跡アナリスト中級。2018年5月 習字教室を開塾。
他には愛玩動物飼養管理士1級、ペットトリマーライセンスB級、ドッグ検定（一般社団法人日本ペット技能検定協会）2級、ペット栄養管理士、乗馬ライセンス4級、温泉ソムリエの各資格有り。デビュー前、前職はトリマーだった。
他の特技はペットアドバイス、オタ芸、一発ギャグ、フラフープ。趣味はスノーボード、絵画、ショッピング、読書。競馬番組『マシェバラ競馬バラエティ「ウマバラ!」』に出演するようになって以来、競馬好きにもなる。サムライム時代は口芸や犬物真似も特技とされていた。愛犬が居る。
かつて歯を矯正しており、この費用に150万円程かけた。
芸人の時にやっていたネタは書道の特技を生かしての書道漫談の他、NHK連続テレビ小説「あさが来た」のヒロインのパロディ「こあさ」、真木よう子の物真似をしての漫談他いくつかのキャラを持っていた。また「マウンテンからのリバー!」という一発ギャグもあった。

## 出演

### テレビ
- ウェルカムTV（2009年12月20日、テレビ東京）
- AKiBAッテキ!!（スカパー! エンタ!371）
- 体育の時間（スカパー!）
- 神々の勲章（2011年11月18日、フジテレビ）
- 東京都さまぁ〜ZOO（2012年3月8日、テレビ東京）
- 芸能★BANG+（2012年3月8日、日本テレビ）
- ゴッドタン（テレビ東京）
- ドリーム²クリエイター（テレビ東京）
- 〜裏ネタワイド〜 DEEPナイト（2014年8月29日、テレビ東京）
- オモハラTV（TOKYO MX）
- 東京オーディション(仮)（TOKYO MX）
- 真夜中のおバカ騒ぎ!（千葉テレビ 他）
- 沸騰ワード10（2014年4月7日、日本テレビ） - 「ラーメン女子会」のパートで出演[27]
- 勝利の女神（千葉テレビ放送）
- くわまんのパチラックスTV（テレビ埼玉）
- テリー伊藤のTOKYOひとり暮らし娘（ひかりTV）
- メッセンジャーの○○は大丈夫なのか?（2015年5月14日、MBSテレビ）
- お願い!ランキング（2016年3月22日深夜・4月13日深夜、テレビ朝日）
- 勇者ああああ（2017年4月29日、テレビ東京）
- PON!（日本テレビ） - 2017年7月31日
- MATSUぼっち（フジテレビ） - 2019年5月16日
- 芸人報道　(日本テレビ)-2020年1月7日
- バカリズムの30分ワンカット紀行（BSテレ東）- 2020年6月26日

### ラジオ
- RADIPEDIA（J-WAVE）

### インターネット
- 江頭2:50のピーピーピーするぞ!（Mopal・ぱっぷる）
- クロちゃんアイドル☆ワワワワー
- おもちかえりされたいTV（BeeTV）
- あっ!とおどろく放送局
- ハイレグドン（角川コンテンツゲート　Webドラマ）
- 笑激ビーナス（アキバ系BBチャンネル）
- 月刊チャージャー
- ラーメン美人
- お笑い図鑑　お笑い芸人ネタバトル - ミス☆クリマスクJr時代の出演
- ぶんか社『アイドル誕生!TV』
- スタオク（ITレボリューション）
- 真夜中のウラ騒ぎ!（ニコニコ生放送）
- 目指せ!文化人（ニコニコ生放送）
- おか女。集めました（WALLOP）
- マシェバラ競馬バラエティ「ウマバラ!」

### Vシネマ
- バレットリヴァース - 南マヤ 役

### DVD
- PINKY BLACK（メーカーオリジナル、2010年11月30日）
※最初、小出の後輩のグラビアアイドルの作品になる予定だったが、この予定が無くなって“代打”で小出にその役が回って来て製作されたという[28]。

### 掲載
- 日刊ゲンダイ「@失礼します」
- idol-tvjapan
- スコラ 2010年7月号

### ライブ
- 55☆NEXT!!（浅井企画主催、新宿バティオス）
- 54☆LIVE!!（浅井企画主催、新宿バティオス）
- 小出あかりトークライブ 二足のわらじ（2016年5月13日、東京・渋谷ANTENNA）[29]